# Minami-ku (Fukuoka)
 (décembre 2023).
Si vous disposez d'ouvrages ou d'articles de référence ou si vous connaissez des sites web de qualité traitant du thème abordé ici, merci de compléter l'article en donnant les références utiles à sa vérifiabilité et en les liant à la section « Notes et références ».
Pour les articles homonymes, voir Minami-ku (homonymie).
Minami (南区, Minami-ku) est l'un des sept arrondissements de la ville de Fukuoka au Japon. Il est situé au sud de la ville.
En 2016, sa population est de 256 869 habitants pour une superficie de 30,98 km2, ce qui fait une densité de population de 8 290 hab./km2.

## Histoire
L'arrondissement a été créé en 1972 lorsque Fukuoka est devenue une ville désignée par ordonnance gouvernementale.

## Transport publics
L'arrondissement est desservi par la ligne Tenjin Ōmuta de la compagnie Nishitetsu, ainsi que par la ligne Kagoshima de la JR Kyushu.